# Matheus Lins
Matheus Guilherme Lins de Almeida (* 24. März 2001 in Praia Grande) ist ein brasilianischer Fußballspieler.

## Karriere
Lins begann seine Karriere beim SC Atibaia, für den er aber nie zum Einsatz kam. Im November 2020 wechselte er in die Jugend von Atlético Mineiro. Im April 2021 zog er zum EC Bahia weiter, wo er für die U-20 spielte. Zur Saison 2022 kehrte er zu Atibaia zurück, das mittlerweile umgesiedelt und in Lemense FC umbenannt wurde. Für Leme spielte er neunmal in der zweiten Liga der Staatsmeisterschaft von São Paulo.
Im Juli 2022 wechselte Lins zum österreichischen Regionalligisten VfB Hohenems. Für Hohenems kam er zu 30 Einsätzen in der Regionalliga bzw. der Eliteliga, in denen er fünfmal traf. Zur Saison 2023/24 schloss er sich dem Zweitligisten Schwarz-Weiß Bregenz an. Sein Debüt in der 2. Liga gab er im Juli 2023, als er am ersten Spieltag der Saison 2023/24 gegen den First Vienna FC in der Startelf stand. Für Bregenz kam er neunmal zum Einsatz, ehe er aufgrund von Visaproblemen das Land im Oktober 2023 verlassen musste.
Nach Klärung dieser Probleme wechselte er im Februar 2024 zum Bundesligisten SC Austria Lustenau, bei dem er einen bis 2025 laufenden Vertrag erhielt. Für Lustenau machte er bis Saisonende zehn Spiele in der Bundesliga, aus der das Team aber abstieg. Zur Saison 2024/25 wechselte er daraufhin nach Moldawien zum Erstligisten Sheriff Tiraspol.  Am 24. Mai 2025 stand er mit Tiraspol im Endspiel des moldauischen Pokals. Hier besiegte man den FC Milsami mit 2:1.
Im Juli 2025 zog es ihn nach Thailand. Hier unterschrieb er in der Hauptstadt Bangkok einen Vertrag beim Erstligisten Port FC.

## Erfolge
Sheriff Tiraspol
- Moldauischer Pokalsieger: 2024/25